# Chrysler Town & Country (1941-1988)
El Chrysler Town & Country es una rural fabricado por Chrysler Corporation y vendido bajo su marca e insignia de 1941 hasta 1988. El modelo también fue vendido como un sedán, cupé y convertible de 1982 a 1988. 
Chrysler re-introdujo la Town & Country que es una minivan renombrada igual de la Dodge Caravan en 1990 y se sigue vendiendo esta encarnación hasta la actualidad.

## Primera generación

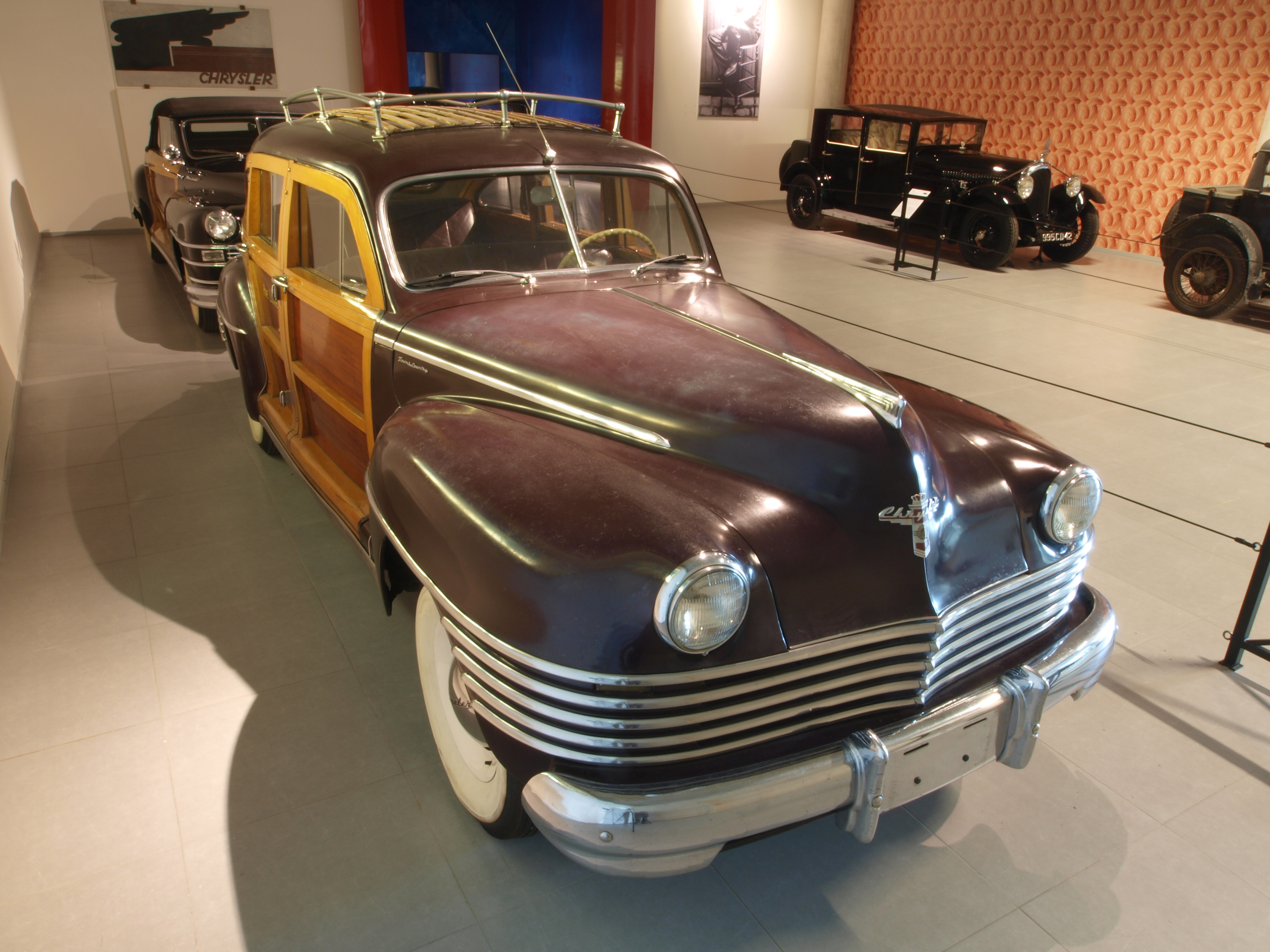
La primera generación del Chrysler Town & Country

La Town & Country fue un debut de la primera Woodie vagón con un techo de acero; el techo utilizado fue el de la gran imperial para 8 pasajeros sedán de Chrysler y limusina, lo que llevó a que fuera de carga trasera (único con simulación de madera en las puertas de doble cabina). La producción de los automóviles se detuvo durante la Segunda Guerra Mundial. En 1941 y 1942, menos de 1000 fueron fabricados. 
Después de la guerra, la Town & Country volvió, pero el cuerpo de camioneta no lo hizo. Las Town & Country sedán, cupé y convertibles también se produjeron desde 1946 hasta 1950 en grandes cantidades mucho más que el automóvil de antes de la guerra. La producción de la original Town & Country terminó en 1950.

## Segunda generación
Después de que la woodie se suspendió, el nombre de Town & Country fue trasladado inmediatamente a una carrocería de acero del mismo tamaño (A tamaño completo), coincidiendo con el debut de la compañía el primer motor V8 (entonces llamado Firedome, pero más tarde llamado HEMI). Este carro presentó varias primicias, en 1968, los deflectores de aire integral, en 1969 el bloqueo del encendido para evitar que los niños abran la puerta mientras el automóvil este funcionando.  
En 1951 la Town & Country Wagon se ofreció en la serie de Windsor, Saratoga y The New Yorker. La versión de The New Yorker, desapareció para 1952, pero reapareció en 1953, cuando la serie de Saratoga fue abandonada. La versión de Windsor duró hasta 1960, luego fue trasladada a la nueva Newport para 1961, la edición de New York continuó hasta 1965. Luego, en 1969, la Town & Country se convirtió en una serie por derecho propio. 
De 1960 a 1964, todas las Town & Country Wagon fueron construidas con techo rígido. En 1965, la Town & Country se puso oficialmente en la plataforma C de Chrysler, junto con autos como el Chrysler New Yorker y Plymouth Fury. La edición de 1968 agregó vetas de madera simulada, de una manera para traer de vuelta a la tradición de la Town & Country Wagon del 1941-1950. 

## Sexta generación
A partir de 1978, y terminando en 1981, la Town & Country se trasladó a la misma carrocería o la cáscara como el compacto de tracción trasera del Dodge Aspen / Plymouth Volare. Los upmarkets se consideraron una serie separada, denominada plataforma M de Chrysler, que incluía el Chrysler LeBaron, Dodge Diplomat y Plymouth Fury, así como la Town & Country. Hubo, sin embargo, no muchas diferencias sustanciales en el chasis y tren motriz, y sólo la Town & Country tenía vetas de madera como adorno de plástico en los laterales.

## Séptima generación
De 1982 a 1988, el nombre de Town & Country se utilizó en una versión station wagon de la plataforma K, de la tracción delantera del LeBaron, con vetas de madera exterior como adorno de plástico. Una especial Town & Country convertible fue fabricada en 1983, que incluyó paneles de viruta de plástico para abrir las comparaciones con el original de 1940 convertible.

## 1990- presente
El nombre de Town & Country fue revivido en 1990 en una camioneta de lujo, un renombre de la Grand Caravan y Plymouth Grand Voyager, que ambas habían sido introducidas en 1984. Las tres camionetas fueron rediseñadas en 1991. 